# Shimano
Shimano, Inc. (株式会社シマノ, Kabushiki-gaisha Shimano), originàriament Shimano Iron Works (島野鐵工所) i més tard Shimano Industries, Inc. (島野工業株式会社), és una empresa multinacional japonesa de fabricació de components per a ciclisme, material de pesca i equip de rem, que també va produir material de golf fins al 2005 i material de surf de neu fins al 2008. Rep el nom del fundador Shozaburo Shimano i amb seu a Sakai, prefectura d'Osaka, la companyia compta amb 32 filials consolidades i 11 no consolidades, amb les principals plantes de fabricació a Kunshan (Xina), Malàisia i Singapur.
El 2017, Shimano va tenir vendes netes de 3.200 milions de dòlars EUA, un 38% a Europa, un 35% a Àsia i un 11% a Amèrica del Nord. Els components de la bicicleta van representar el 80%, els articles de pesca el 19% i altres productes el 0,1%. La companyia cotitza en borsa, amb 93 milions d'accions comunes en circulació.
També són el suport neutral oficial per a la major part de la UCI World Tour.

## CiclismeShimano 600, mid 1980s.A 2008 Shimano XT rearderailleur.Ultegra 6500 9-speed road bike components.
S'estima que les vendes de Shimano representen entre el 70 i el 80% del mercat mundial de components de bicicletes en valor. Els seus productes inclouen components de transmissió, fre, rodes i pedals per a bicicletes de carretera, muntanya, pista i híbrides. Els components inclouen bielas que inclouen bielas i plats, pedalier, cadenes, pinyons i cassets de cadena posterior, cubs de rodes davanteres i posteriors, palanques de canvi de marxes, frens, palanques de frens, cables i desviadors davanters i posteriors. Shimano Total Integration (STI) és la combinació integrada de canvi i palanca de fre de Shimano per a bicicletes de carretera. La firma italiana Campagnolo i SRAM amb seu als Estats Units són els principals competidors de Shimano al mercat del ciclisme.
Quan el boom de bicicletes dels Estats Units dels anys 70 va superar la capacitat dels fabricants europeus de components de bicicletes, els fabricants japonesos SunTour i Shimano van intervenir ràpidament per omplir el buit. Tot i que ambdues companyies van oferir productes per a tots els rangs de preus del mercat, SunTour també es va centrar en el perfeccionament dels sistemes i dissenys existents per a productes de gamma alta, mentre que Shimano inicialment va prestar més atenció a repensar els sistemes bàsics i a treure innovacions com el canvi de positrons (un precursor del canvi d'índex) i sistemes de roda lliure davantera a la part baixa del mercat. A la dècada de 1980, amb Shimano impulsant la innovació tècnica i els preus més baixos, els fabricants de components europeus més tradicionals van perdre una presència important al mercat. Durant aquest període, a diferència de la tècnica de màrqueting gairebé universal d'introduir innovacions en el costat car del mercat i confiar en la demanda dels consumidors per emular els primers usuaris juntament amb l'economia d'escala per introduir-los al mercat de masses, Shimano i SunTour (per en menor mesura) van introduir noves tecnologies a l'extrem més baix del mercat de les bicicletes, utilitzant materials i tècniques sovint més pesats i menys duradors, amb un cost més baix, i només les van avançar més si s'establien en els segments inferiors del mercat.
En el període 1980-1983, Shimano va introduir tres grups amb tecnologia "AX": Dura-Ace i 600 (de gamma alta), i Adamas en la gamma baixa. Les característiques d'aquests components inclouen un estil aerodinàmic, frens de tracció central, palanques de fre amb cables ocults i pedals ergonòmics. L'any 1985, Shimano va introduir la innovació només al nivell de qualitat més alt (Dura-Ace per a bicicletes de carretera i XT per a bicicletes de muntanya), després va reduir la tecnologia a nivells de producció més baixos a mesura que es va demostrar i acceptar. Les innovacions inclouen el canvi d'índex (conegut com SIS, Shimano Index System introduït el 1984), bujes lliures, frens de doble pivot, transmissió de 8-9-10 velocitats i la integració de canvis i palanques de fre. A més, aquests components només podrien funcionar correctament quan s'utilitzen amb altres components Shimano; per exemple, els seus desviadors posteriors s'han d'utilitzar amb les palanques de canvis, cables, buje lliure i casset Shimano correctes. SunTour va intentar posar-se al dia, però a finals de la dècada de 1980 havien perdut la batalla tecnològica i comercial, i Shimano s'havia convertit en el major fabricant de components de bicicletes del món.

## Productes de pesca
Shimano ofereix una gamma d'aparells de pesca que inclouen rodets, canyes, línies, esquers, així com diversos accessoris de pesca, peces de vestir i electrònica. Els seus rodets giratoris són la seva sèrie de productes més venuda al món.